# El Salvador (San Juan)

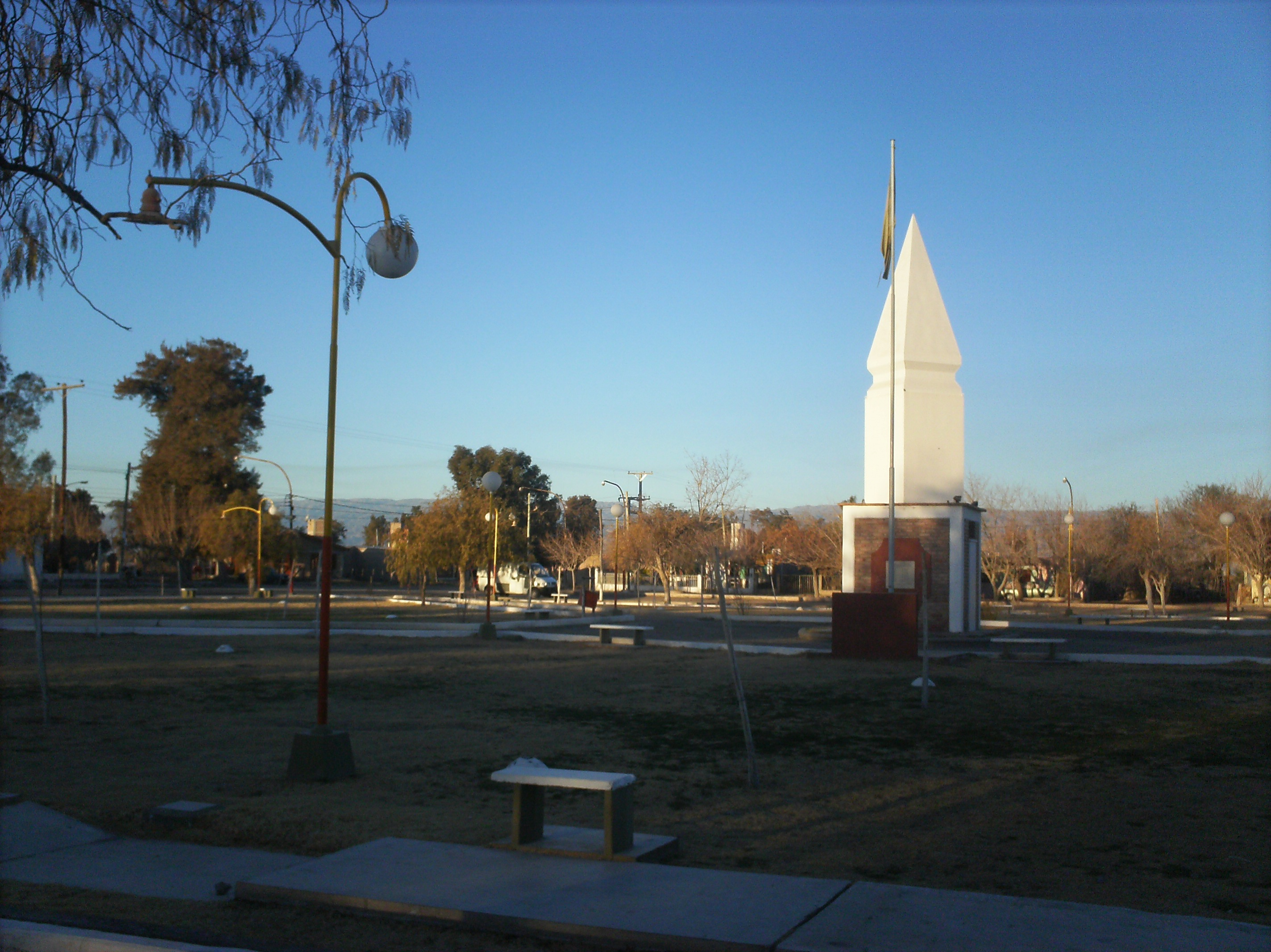

El Salvador est une ville et le chef-lieu du Département d'Angaco dans la province de San Juan en Argentine.

Elle se situe au nord-ouest de la capitale provinciale San Juan.
Elle tient son nom de Salvador María del Carril, premier vice-président de la république argentine en 1854.